# Anand (phim)
Anand  là một phim điện ảnh chính kịch được lên kịch bản và đạo diễn bởi Hrishikesh Mukherjee cùng phần lời thoại do Gulzar viết. Phim có sự xuất hiện của Rajesh Khanna cùng một số diễn viên phụ như Amitabh Bachchan, Sumita Sanyal, Ramesh Deo and Seema Deo. Phim dành được một số giải thưởng lớn, bao gồm giải Filmfare Award cho Phim hay nhất vào năm 1972. Vào năm 2013, phim được xuất hiện trong cuốn sách 100 Films Phải xem trước khi chết của nhà phê bình điện ảnh Ấn Độ Anupama Chopra. Đây là một trong số 17 phim thành công của diễn viên Rajesh Khanna từ 1969 đến 1971. Đây cũng là thành công nổi bật đầu tiên của diễn viên Amitabh Bachchan.
Anand có nét ảnh hưởng từ một phim của đạo diễn người Nhật Akira Kurosawa tên Ikiru (1952). Vào năm 1998 Anand đã được làm lại bẳng Tiếng Malayalam với tên Chitrashalabham.

## Cốt truyện
Phin mở đầu với một buổi ăn mừng của Dr. Bhaskar, một bác sĩ vừa hoàn thành và xuất bản thành công quyển sách nhan đề Anand. Ông là một chuyên gia ung thư và sau phần diễn văn chúc mừng, ông tiết lộ quyển sách không phải là một tác phẩm văn học mà là một quyển nhật kí ghi nhận lại những trải nghiệm với một người thật tên là Anand.
Những thước phim đưa hồi ức của người bác sĩ về với hình ảnh của một nhà ung thư học trẻ tuổi, cố gắng chữa trị không công cho người nghèo nhưng anh thường nản lòng vì sự thật rằng anh không thể cứu chữa toàn bộ những căn bệnh trên thế giới.Anh dần trở nên bi quan khi nhìn những sự đau đớn, bệnh tật và nghèo túng xung quanh anh. Anh là một người thẳng thắn và không bao giờ chịu chữa người giàu. Kulkarni bạn anh lại chọn con đường khác. Anh đi chữa trị những kẻ giàu có, hoang tưởng mình mắc những căn bệnh lạ, rồi anh lấy tiền giúp người nghèo.
Một ngày Kulkarni giới thiệu Bhaskar tới Anand, một người bị ung thư bạch huyết. Anand là người luôn tươi vui và dù biết rằng mình không thể sống được quá sáu tháng, anh vẫn mang trong mình một thái độ lãnh đạm và luôn khiến những người xung quanh vui vẻ. Bản tính tích cực của Anand đã xoa dịu đi bản tính tương phản của Bhaskar và họ trở thành bạn thân.

## Diễn viên
- Rajesh Khanna vai Anand Sehgal, một bệnh nhân ung thư không còn sống được bao lâu nhưng vẫn lạc quan và sẵn sàng trước cái chết.
- Amitabh Bachchan vai Dr. Bhaskar Banerjee (còn gọi là Babu Moshai), một bác sĩ và là bạn của Anand, người bi quan với bệnh tình của Anand, không hiểu vì sao Anand có thể tươi vui dù biết đã cận kề cái chết.
- Sumita Sanyal vai Renu, bệnh nhân trước đây và là người yêu của Bhaskar
- Ramesh Deo vai Dr. Prakash Kulkarni
- Seema Deo vai Suman Kulkarni
- Lalita Pawar vai Matron
- Durga Khote vai Renu's mother
- Johnny Walker vai Isa Bhai
- Asit Sen vai Bhaskar's patient
- Dara Singh vai Pahelwan
- Brahm Bhardwaj vai Mauni Baba

## Giải thưởng
Giải thưởng Điện ảnh Quốc gia
1971
Phim bằng tiếng Hindi hay nhất: Hrishikesh Mukherjee, N.C. Sippy
Giải thưởng Filmfare
- 1972: Phim hay nhất: Hrishikesh Mukherjee, N.C. Sippy
- 1972: Diễn viên nam chính xuất sắc nhất: Rajesh Khanna
- 1972: Diễn viên phụ nam xuất sắc nhất: Amitabh Bachchan
- 1972: Lời thoại hay nhất: Gulzar
- 1972: Chỉnh sửa hay nhất: Hrishikesh Mukherjee
- 1972: Biên kịch xuất sắc nhất: Hrishikesh Mukherjee